# Tour de Yorkshire femenino
El Tour de Yorkshire femenino (oficialmente: Women's Tour de Yorkshire (en inglés)) es una carrera ciclista femenina por etapas desde el año 2018 que se disputa anualmente en el condado de Yorkshire en Gran Bretaña.
La carrera se creó en 2015 como carrera de un día aficionada, entrando en 2016 a formar parte del Calendario UCI Femenino bajo categoría 1.2 y pasando a ser carrera de categoría 1.1 en 2017. Para el año 2018 carrera pasó de 1 a 2 etapas convirtiéndose así en una carrera de categoría 2.1.

## Palmarés
| Año  | Ganador        | Segundo       | Tercero          |
| ---- | -------------- | ------------- | ---------------- |
| 2015 | Louise Mahe    | Eileen Roe    | Katie Curtis     |
| 2016 | Kirsten Wild   | Lucy Garner   | Floortje Mackaij |
| 2017 | Lizzie Deignan | Coryn Rivera  | Giorgia Bronzini |
| 2018 | Megan Guarnier | Danielle Rowe | Alena Amialiusik |
| 2019 | Marianne Vos   | Mavi García   | Soraya Paladin   |
| 2020 | aplazado       |               |                  |

## Palmarés por países
| País           | Victorias |
| -------------- | --------- |
| Reino Unido    | 2         |
| Países Bajos   | 2         |
| Estados Unidos | 1         |